# Eugène Kabongo
Eugène Kabongo, właśc. Eugène Kabongo Ngoy (ur. 3 listopada 1960 w Léopoldville) – kongijski piłkarz występujący na pozycji napastnika, a także trener.

## Kariera klubowa
Kabongo karierę rozpoczynał w 1983 roku w belgijskim zespole RFC Seraing, grającym w pierwszej lidze. W sezonie 1984/1985 z 19 bramkami zajął 5. miejsce w klasyfikacji ligowych strzelców. W 1985 roku przeszedł do francuskiego klubu Racing Club de France. W sezonie 1985/1986 zdobył 29 bramek w rozgrywkach drugiej ligi i został jej królem strzelców.
W 1986 roku wrócił do Belgii, gdzie został zawodnikiem Anderlechtu. Spędził tam sezon 1986/1987, w którym zdobył z zespołem mistrzostwo Belgii. W 1987 roku odszedł do francuskiego Olympique Lyon, występującego w drugiej lidze. W sezonie 1988/1989 wraz z klubem awansował do pierwszej ligi. Zadebiutował w niej 21 lipca 1989 w przegranym 1:4 meczu z Olympique Marsylia, a 29 lipca 1989 w wygranym 3:0 spotkaniu z Toulouse FC strzelił dwa pierwsze ligowe gole. Zawodnikiem Olympique był do 1990 roku.
Następnie Kabongo występował w drugoligowej Bastii, w której barwach w 1992 roku zakończył karierę.

## Kariera reprezentacyjna
W 1988 roku Kabongo został powołany do reprezentacji Zairu na Puchar Narodów Afryki, zakończony przez Zair na fazie grupowej. Zagrał na nim w meczach z Marokiem (1:1), Wybrzeżem Kości Słoniowej (1:1; gol) i Algierią (0:1).